# دیمونا

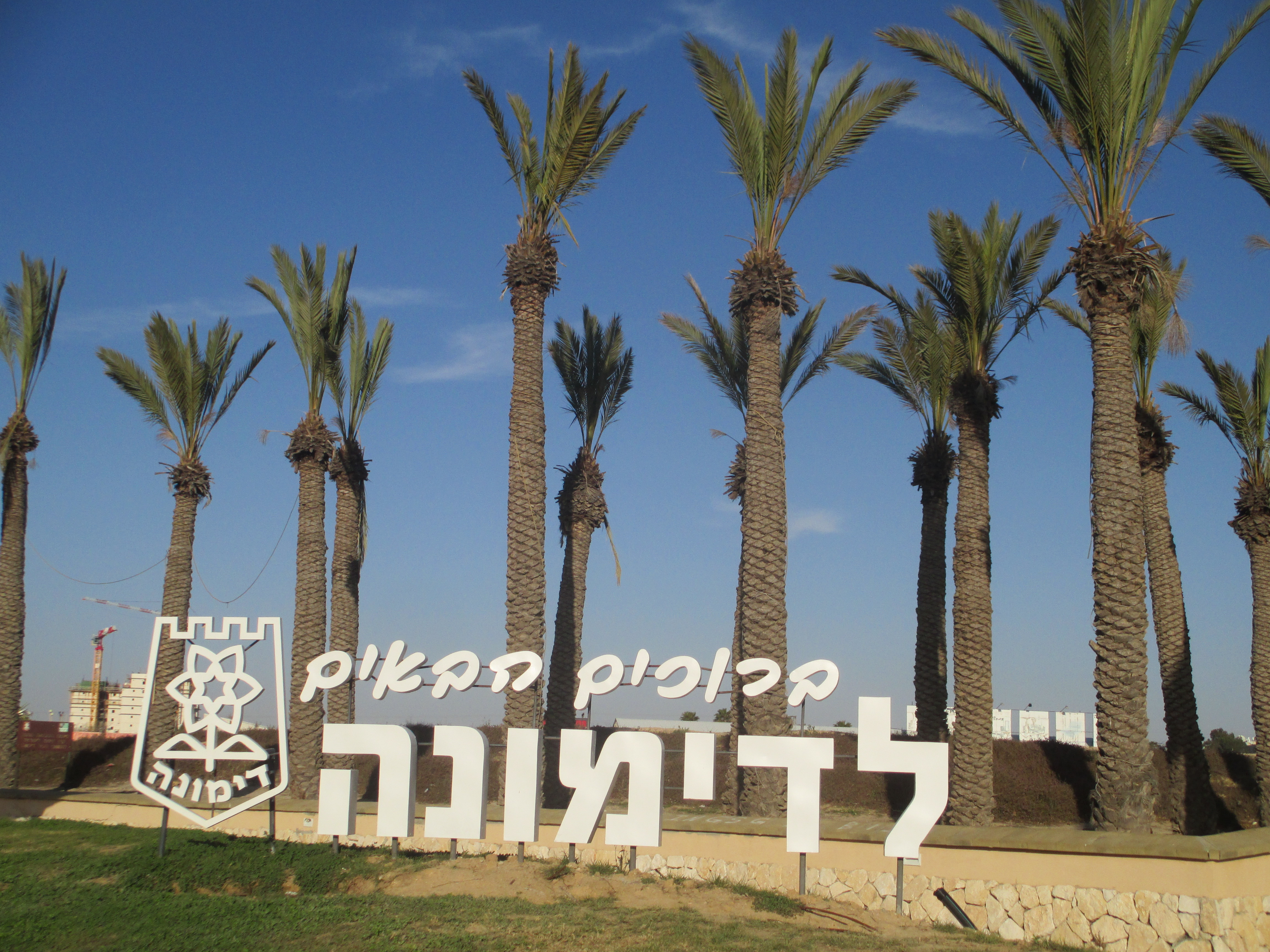
تندیس خوش‌آمد گویی در شهر

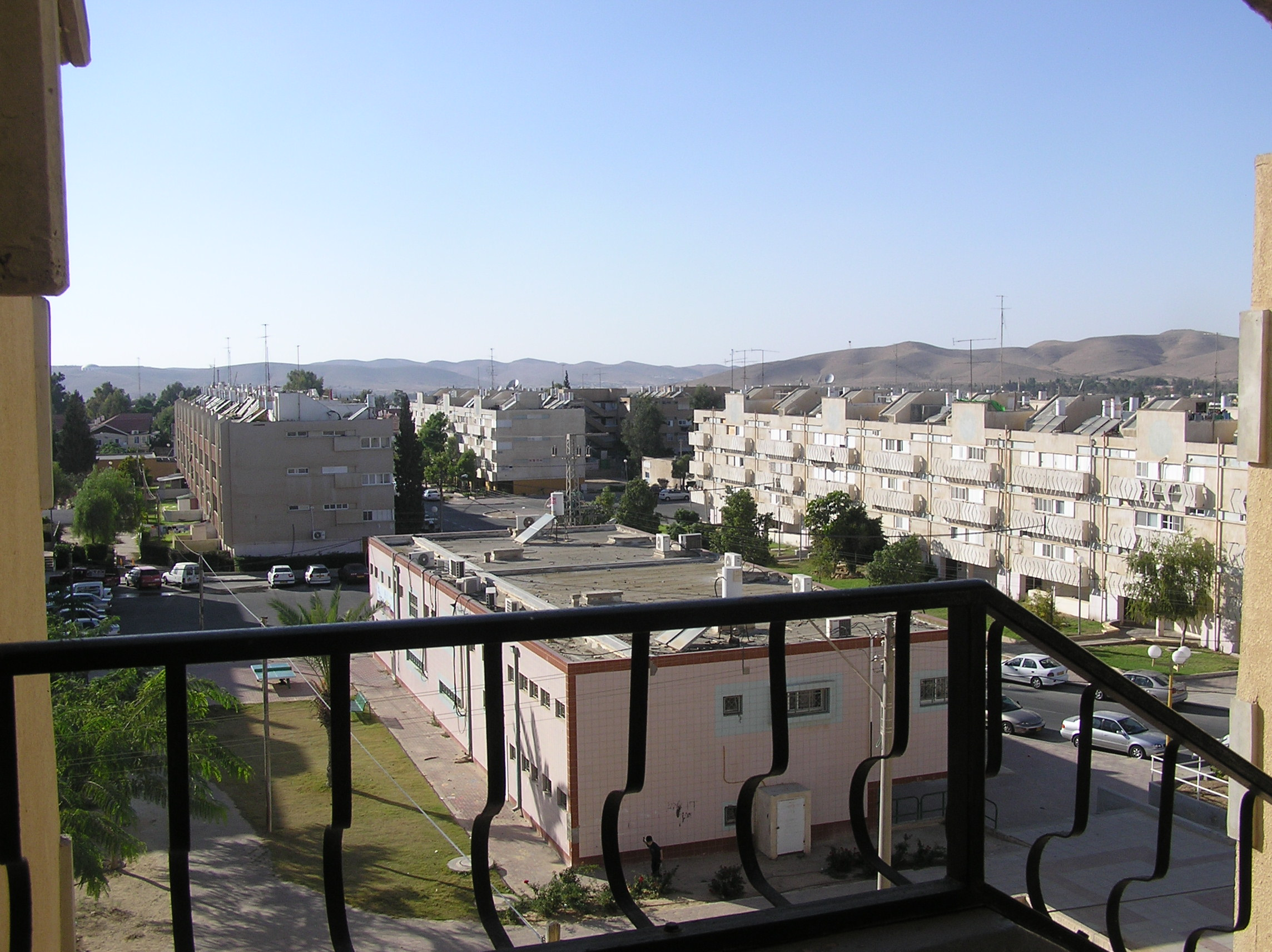
نمایی از شهرک‌های دیمونا

دیمونا (به عبری: דִּימוֹנָה‎) نام یکی از شهرهای اسرائیل است که در استان جنوبی اسرائیل و در صحرای نگب قرار گرفته است.
شهر دیمونا در سال ۲۰۱۹ حدود ۳۴٬۰۰۰ تن جمعیت داشته است.
نیروگاه اتمی دیمونا در ده کیلومتری جنوب شهر دیمونا قرار دارد.
در یک حمله انتحاری به تاریخ ۴ فوریه ۲۰۰۸ میلادی، که توسط دو عضو گردان‌های عزالدین قسام در یک مرکز خرید انجام گرفت، یک زن اسرائیلی کشته و سیزده شهروند اسرائیلی ساکن دیمونا مجروح شدند.

## نام‌گذاری
ریشه نام‌گذاری این این شهر بر اساس یک نام در کتاب مقدس گرفته شده است. که در آنجا هم نام یک شهر می‌باشد. البته این نام ریشه در زبان عربی دارد.

## مردم‌شناسی
بیشتر مردم این شهر شامل (هندی‌های یهودی) می‌باشد که جمعیت آن در حدود ۷۵۰۰ است. بعد از آن اقوام (سیاه‌پوست یهودی) هستند که جمعیتشان در حدود ۳۰۰۰ تن می‌باشد.

## آب‌وهوا و جغرافیا
دیمونا در صحرای نگب واقع شده است. این شهر در ارتفاعی حدود ۵۵۰_۶۰۰ متری از سطح دریا قرار دارد.

### اقلیم
این شهر دارای آب و هوای خشک و نیمه خشک می‌باشد. میانگین دمای سالانه ۱۸٫۵ درجه سلسیوس است.
| داده‌های اقلیم Dimona    | داده‌های اقلیم Dimona | داده‌های اقلیم Dimona | داده‌های اقلیم Dimona | داده‌های اقلیم Dimona | داده‌های اقلیم Dimona | داده‌های اقلیم Dimona | داده‌های اقلیم Dimona | داده‌های اقلیم Dimona | داده‌های اقلیم Dimona | داده‌های اقلیم Dimona | داده‌های اقلیم Dimona | داده‌های اقلیم Dimona | داده‌های اقلیم Dimona |
| ماه                     | ژانویه               | فوریه                | مارس                 | آوریل                | مه                   | ژوئن                 | ژوئیه                | اوت                  | سپتامبر              | اکتبر                | نوامبر               | دسامبر               | سال                  |
| ----------------------- | -------------------- | -------------------- | -------------------- | -------------------- | -------------------- | -------------------- | -------------------- | -------------------- | -------------------- | -------------------- | -------------------- | -------------------- | -------------------- |
| میانگین بیش‌ترین °C (°F) | ۱۵٫۱ (۵۹)            | ۱۶٫۶ (۶۲)            | ۱۹٫۷ (۶۷)            | ۲۳٫۷ (۷۵)            | ۲۸٫۲ (۸۳)            | ۳۰٫۹ (۸۸)            | ۳۱٫۹ (۸۹)            | ۳۲ (۹۰)              | ۳۰ (۸۶)              | ۲۷٫۵ (۸۲)            | ۲۲٫۳ (۷۲)            | ۱۶٫۸ (۶۲)            | ۲۴٫۵۶ (۷۶٫۳)         |
| میانگین روزانه °C (°F)  | ۱۰٫۴ (۵۱)            | ۱۱٫۶ (۵۳)            | ۱۴ (۵۷)              | ۱۷٫۴ (۶۳)            | ۲۱٫۱ (۷۰)            | ۲۳٫۷ (۷۵)            | ۲۵ (۷۷)              | ۲۵٫۲ (۷۷)            | ۲۳٫۵ (۷۴)            | ۲۱ (۷۰)              | ۱۶٫۷ (۶۲)            | ۱۲ (۵۴)              | ۱۸٫۴۷ (۶۵٫۳)         |
| میانگین کم‌ترین °C (°F)  | ۵٫۸ (۴۲)             | ۶٫۶ (۴۴)             | ۸٫۴ (۴۷)             | ۱۱٫۱ (۵۲)            | ۱۴٫۱ (۵۷)            | ۱۶٫۵ (۶۲)            | ۱۸٫۲ (۶۵)            | ۱۸٫۵ (۶۵)            | ۱۷٫۱ (۶۳)            | ۱۴٫۶ (۵۸)            | ۱۱٫۱ (۵۲)            | ۷٫۳ (۴۵)             | ۱۲٫۴۴ (۵۴٫۳)         |
| بارندگی میلی‌متر (اینچ)  | ۴۷ (۱٫۸۵)            | ۴۲ (۱٫۶۵)            | ۳۹ (۱٫۵۴)            | ۱۱ (۰٫۴۳)            | ۳ (۰٫۱۲)             | ۰ (۰)                | ۰ (۰)                | ۰ (۰)                | ۰ (۰)                | ۴ (۰٫۱۶)             | ۲۴ (۰٫۹۴)            | ۴۳ (۱٫۶۹)            | ۲۱۳ (۸٫۳۹)           |
| منبع:                   |                      |                      |                      |                      |                      |                      |                      |                      |                      |                      |                      |                      |                      |